# Juraj Szikora
Juraj Szikora (2. března 1947, Tvrdošovce, Československo - 12. prosince 2005, Bratislava, Slovensko) byl slovenský fotbalový útočník a reprezentant Československa. V Brazílii měl přezdívku bílý Pelé.

## Fotbalová kariéra
V československé reprezentaci odehrál v letech 1966–1971 21 utkání a vstřelil 2 góly. Dvakrát nastoupil i v juniorských výběrech. Hrál za Inter Bratislava (1964-1974) a 1976-1977, ČH Bratislava, ZŤS Petržalka (1977-1978),Vagónku Poprad (1978-1979), DAC Dunajská Streda (1979-1980) a Slovan Vídeň (1980–1982). Po skončení hráčské kariéry se stal trenérem. V lize odehrál 203 utkání a vstřelil 56 branek. V Malé encyklopedii fotbalu z roku 1984 ho autoři charakterizovali slovy: "Technicky mimořádně vybavený hráč, plnému rozvinutí jeho talentu zabránila výkonnostní nevyrovnanost a náladovost."

## Ligová bilance
| Ročník                                     | Zápasy | Góly | Klub             |
| ------------------------------------------ | ------ | ---- | ---------------- |
| 1. československá fotbalová liga 1964/1965 | 10     | 1    | Inter Bratislava |
| 1. československá fotbalová liga 1965/1966 | 24     | 7    | Inter Bratislava |
| 1. československá fotbalová liga 1966/1967 | 20     | 5    | Inter Bratislava |
| 1. československá fotbalová liga 1967/1968 | 24     | 10   | Inter Bratislava |
| 1. československá fotbalová liga 1968/1969 | 24     | 11   | Inter Bratislava |
| 1. československá fotbalová liga 1969/1970 | 28     | 10   | Inter Bratislava |
| 1. československá fotbalová liga 1970/1971 | 29     | 9    | Inter Bratislava |
| 1. československá fotbalová liga 1971/1972 | 30     | 3    | Inter Bratislava |
| 2. československá fotbalová liga 1972/1973 | -      | -    | Inter Bratislava |
| 1. československá fotbalová liga 1973/1974 | 9      | 1    | Inter Bratislava |
| 1. československá fotbalová liga 1976/1977 | 4      | 0    | Inter Bratislava |
| CELKEM                                     | 202    | 57   |                  |